# Jacques Bauduin
Pour les articles homonymes, voir Bauduin.
Ne pas confondre avec l'humoriste Jacques Bodoin
Jacques Bauduin est un journaliste et un homme politique belge (Ecolo).
Ancien secrétaire fédéral d'Ecolo durant la participation gouvernementale d'Ecolo.
En 1999, il remporte l'élection interne du parti vert en compagnie de Brigitte Ernst et de Philippe Defeyt (contre un trio composé de Philippe Henry, Daniel Burnotte et Marie-Thérèse Coenen). En 2000, il sera élu au conseil communal de Molenbeek-Saint-Jean, et préside le conseil d'administration de la S.C Le Logement Molenbeekois.

## Publications
Jacques Bauduin a écrit plusieurs articles dans Les Cahiers marxistes :
- Démocratie, république, nation : le triptyque de la modernité (no 192)
- Vers la société politique ? (no 198, voir Le Soir du 23 mars 1995)

## Activités radiophoniques
Il a été animateur de radio sur La Première.